# Ronald Vuijk
Ronald Vuijk (Den Haag, 22 oktober 1965) is een Nederlands politicus.
Vuijk was van 8 november 2012 tot 23 maart 2017 lid van de Tweede Kamer namens de VVD.
- Parlement.com: vj46k5pjygx4